# Paul Fenech
Paul Fenech (* 20. Dezember 1986 in Naxxar) ist ein maltesischer Fußballspieler, der vorwiegend im Mittelfeld agiert.

## Laufbahn
Seinen ersten Profivertrag erhielt Fenech bei seinem Heimatverein FC Naxxar Lions. Bereits nach einem Jahr wechselte er im Alter von 17 Jahren zum FC Msida Saint Joseph, bei dem er die folgenden drei Spielzeiten unter Vertrag stand.
Seit Sommer 2007 ist Fenech Stammspieler beim FC Birkirkara und seit 2009 auch  Nationalspieler.
Seine bisher erfolgreichste Spielzeit war die Saison 2012/13, in der er mit dem FC Birkirkara die Meisterschaft gewann und außerdem zum Fußballer des Jahres in Malta gewählt wurde.
In der Winterpause 2015/16 wechselte Fenech zum Ligarivalen FC Balzan.

## Erfolge
FC Birkirkara
- Maltesischer Meister: 2010, 2013
- Maltesischer Pokalsieger: 2008, 2015
- Maltesischer Superpokalsieger: 2013, 2014

### Auszeichnungen
- Maltesischer Fußballer des Jahres: 2013